# Aoede (Mond)
Aoede (auch Jupiter XLI) ist einer der kleineren Monde des Planeten Jupiter.

## Entdeckung
Aoede wurde am 8. Februar 2003 von Astronomen der Universität Hawaii entdeckt. Der Mond hat am 30. März 2005 den Namen Aoede (nach der Muse Aoide) von der  Internationalen Astronomischen Union (IAU) erhalten.

## Bahndaten
Aoede umkreist Jupiter in einem mittleren Abstand von 23.980.000 km in 761,5 Tagen. Die Bahn weist eine Exzentrizität von 0,4322 auf. Mit einer Neigung von 158,257° ist die Bahn retrograd, d. h., der Mond bewegt sich entgegen der Rotationsrichtung des Jupiter um den Planeten. 
Aufgrund ihrer Bahneigenschaften wird Aoede der Pasiphae-Gruppe, benannt nach dem Jupitermond Pasiphae, zugeordnet.

## Physikalische Daten
Aoede  besitzt einen Durchmesser von etwa 4 km. Ihre Dichte wird auf 2,6 g/cm³ geschätzt, sofern sie überwiegend aus silikatischem Gestein aufgebaut ist.
Sie weist eine sehr dunkle Oberfläche mit einer Albedo von 0,04 auf, d. h., nur 4 % des eingestrahlten Sonnenlichts werden reflektiert. Ihre scheinbare Helligkeit beträgt 22,5m.